# Concentração Popular Ortodoxa
Concentração Popular Ortodoxa (em grego: Λαϊκός Ορθόδοξος Συναγερμός, Laïkós Orthódoxos Synagermós, LAOS) é um partido político grego populista e  de tendência nacionalista, fundado por Geórgios Karatzaféris, depois de ser expulso da Nova Democracia.
Concentração Popular Ortodoxa foi membro do grupo Europa da Liberdade e da Democracia no Parlamento Europeu.

## Resultados Eleitorais

### Eleições legislativas
| Data    | Votos         | %             | +/-           | Deputados     | +/-           | Status            |
| ------- | ------------- | ------------- | ------------- | ------------- | ------------- | ----------------- |
| 2004    | 162 492       | 2,2 (5.º)     |               | 0 / 300       |               | Extra-parlamentar |
| 2007    | 271 809       | 3,8 (5.º)     | 1,6           | 10 / 300      | 10            | Oposição          |
| 2009    | 386 152       | 5,6 (4.º)     | 1,8           | 15 / 300      | 5             | Oposição          |
| 05/2012 | 182 925       | 2,9 (9.º)     | 2,7           | 0 / 300       | 15            | Extra-parlamentar |
| 06/2012 | 97 099        | 1,6 (9.º)     | 1,3           | 0 / 300       | =             | Extra-parlamentar |
| 01/2015 | 63 698        | 1,0 (11.º)    | 0,6           | 0 / 300       | =             | Extra-parlamentar |
| 09/2015 | Não concorreu | Não concorreu | Não concorreu | Não concorreu | Não concorreu | Não concorreu     |

### Eleições  europeias
| Data | Votos   | %         | +/- | Deputados | +/- |
| ---- | ------- | --------- | --- | --------- | --- |
| 2004 | 252 429 | 4,1 (5.º) |     | 1 / 24    |     |
| 2009 | 366 615 | 7,1 (4.º) | 3,0 | 2 / 22    | 1   |
| 2014 | 154 027 | 2,7 (8.º) | 4,4 | 0 / 21    | 2   |